# آلفردو مورالس
آلفردو مورالس (انگلیسی: Alfredo Morales؛ زاده ۱۲ مهٔ ۱۹۹۰) بازیکن فوتبال اهل ایالات متحده آمریکا است.
وی همچنین در تیم ملی فوتبال ایالات متحده آمریکا بازی کرده‌است.